# Camou-Cihigue
Camou-Cihigue è un comune francese di 105 abitanti situato nel dipartimento dei Pirenei Atlantici nella regione della Nuova Aquitania.

## Società

### Evoluzione demografica
Abitanti censiti